# El encuentramiento
El encuentramiento es una ópera con un libreto de Juan Radrigán puesto en metro músico por Patricio Solovera

## Estilo

### Libreto
La trama de la obra se basa en la leyenda sobre la contienda entre dos famosos payadores que acuerdan competir en ingenio y capacidad de respuesta: Don Javier de la Rosa, español de pura cepa, y el Mulato Taguada. Radrigán colocó este hecho en una interesante situación de conflictos político-económicos; la lucha de los mapuches por sus derechos y su libertad y de los encomenderos españoles por sus privilegios. La acción del segundo acto se desarrolla en la actualidad, 200 años después del duelo entre los payadores, en una cantina de Curicó. En un ambiente de realismo mágico, diversos personajes repiten en forma simbólica lo acontecido en 1790. El aparecido Mulato Taguada proclama lo que es leitmotiv de la obra: "La lucha no ha terminado". Tal vez uno de los aportes más dramáticos del libreto sea la renuncia que muestran los dos personajes principales a participar en un duelo a muerte. En sendas escenas se muestra el desgarramiento de ambos ante la necesidad de enfrentarse a un adversario a quien no odian y cuyo mal no desean.
El libreto se puede descargar en la siguiente dirección:
http://www.memoriachilena.cl/archivos2/pdfs/MC0018099.pdf

### Música
Para este libreto estremecedoramente dramático y que contiene pasajes de hermosa poesía, Patricio Solovera ha compuesto una música inspirada y teatralmente eficiente. La partitura de Solovera es una mezcla de estilos - referencias musicales doctas, populares, autóctonas - que se funden lógicamente y que corresponden, no sólo al contenido y a la forma del drama, sino también a las características chilenas en general. Representa - consciente o inconscientemente - el crisol de culturas que conforman nuestro ambiente. Esto debería significar que esta obra despierte un eco en las capas de la población hasta ahora impermeables al género ópera.

## Datos históricos

### Reparto del estreno
- Carmen Barros
- Sebastián Dahm
- Luis Vera
- Francisca Castillo
- Romana Satt
- Jorge Larrañaga
- Julio Milostic
- Paula Canales
- Fernando Ortíz
- Pablo Vera
- Sandra Lema.
- Vestuario: Maya Mora y Pamela Mardones
- Coreógrafía: Patricio Bunster

## Enlaces
- http://www.scielo.cl/scielo.php?pid=S0716-27901996018600005&script=sci_arttext
- http://www.scielo.cl/scielo.php?pid=S0716-27901996018600005&script=sci_arttext
- https://web.archive.org/web/20080325043209/http://www.memoriachilena.cl/mchilena01//temas/dest.asp?id=radriganencuentramiento

- Datos: Q5824875